# Список объектов всемирного наследия ЮНЕСКО в Венгрии
В списке Всемирного наследия ЮНЕСКО в Венгрии значится 8 наименований (на 2016 год), это составляет 0,6 % от общего числа (1248 на 2025 год). 7 объектов включены в список по культурным критериям и 1 объект по природным критериям. Кроме этого, по состоянию на 2016 год, 11 объектов на территории Венгрии находятся в числе кандидатов на включение в список всемирного наследия. Венгерская Народная Республика ратифицировала Конвенцию об охране всемирного культурного и природного наследия 15 июля 1985 года. Первые объекты, находящиеся на территории Венгрии, были занесены в список в 1987 году на 11-й сессии Комитета всемирного наследия ЮНЕСКО.

## Список
В данной таблице объекты расположены в порядке их добавления в список всемирного наследия ЮНЕСКО.
| # | Изображение | Название | Местоположение                                                               | Время создания  | Год внесения в список | №    | Критерии |
| - | ----------- | --- | ---------------------------------------------------------------------------- | --------------- | --------------------- | ---- | -------- |
| 1 |             | Будапешт: берега Дуная, Крепостная гора в Буде и проспект Андраши (венг. Budapest: Duna-part, Budai várnegyed és Andrássy út) * Проспект Андраши * Венгерский государственный оперный театр * Будапештский метрополитен * Площадь Героев * Будайская крепость | Медье: Пешт                                                                  | XII — XVIII век | 1987                  | 400  | ii, iv   |
| 2 |             | Село Холлокё (венг. Hollókő ófalu) | Медье Ноград                                                                 | XVI — XVIII век | 1987                  | 401  | v        |
| 3 |             | Пещеры Аггтелека и Словацкого Карста (венг. Az Aggteleki-karszt és a Szlovák-karszt barlangjai) | Ближайший город: Сендрё Медье: Боршод-Абауй-Земплен (Совместно с Словакией ) | —               | 1995                  | 725  | viii     |
| 4 |             | Бенедиктинский монастырь Паннонхальма (венг. Pannonhalmi Bencés Főapátság) | Город: Паннонхальма Медье: Дьёр-Мошон-Шопрон                                 | X — XVII век    | 1996                  | 758  | iv, vi   |
| 5 |             | Национальный парк Хортобадь (венг. Hortobágyi Nemzeti Park) | Ближайший город: Дебрецен Медье: Хайду-Бихар                                 | —               | 1999                  | 474  | iv, v    |
| 6 |             | Раннехристианский некрополь города Печ (венг. Pécsi ókeresztény sírkamrák) | Медье: Баранья                                                               | IV век          | 2000                  | 853  | iii, iv  |
| 7 |             | Культурный ландшафт Фертё — Нойзидлерзее (венг. Fertő/Neusiedlersee kultúrtáj) | Ближайший город: Фертёд Медье: Дьёр-Мошон-Шопрон (Совместно с Австрией )     | —               | 2001                  | 772  | v        |
| 8 |             | Винодельческий регион Токай (венг. Tokaj-hegyaljai borvidék) | Ближайший город: Токай Медье: Боршод-Абауй-Земплен                           | С XIII века     | 2002                  | 1063 | iii, v   |

## Предварительный список
В таблице объекты расположены в порядке их добавления в предварительный список. В данном списке указаны объекты, предложенные правительством Венгрии в качестве кандидатов на занесение в список всемирного наследия.
| #  | Изображение | Название                                                                                                | Местоположение                                                           | Время создания  | Год внесения в список | №    | Критерии       |
| -- | ----------- | --- | ------------------------------------------------------------------------ | --------------- | --------------------- | ---- | -------------- |
| 1  |             | Средневековый замок в Эстергоме (венг. Esztergomi vár)                                                  | Медье: Комаром-Эстергом                                                  | X век           | 1993                  | 277  | не указаны     |
| 2  |             | Система термальных карстовых пещер в Буде (венг. Budapesti barlangok)                                   | Медье: Пешт                                                              | —               | 1993                  | 282  | viii           |
| 3  |             | Крепость Комарно (венг. Komáromi erődrendszer)                                                          | Город: Комаром Медье: Комаром-Эстергом                                   | С XIV века      | 2007                  | 1498 | i, ii, iv, v   |
| 4  |             | Конный завод в Мезёхедьеше (венг. Mezőhegyesi ménesbirtok)                                              | Медье: Бекеш                                                             | XVIII — XIX век | 2000                  | 1500 | iii, iv        |
| 5  |             | Останки древней флоры и фауны в Ипойтарноце (венг. Ipolytarnóci Ősmaradványok Természetvédelmi Terület) | Медье: Ноград                                                            | —               | 2000                  | 1502 | vii, viii      |
| 6  |             | Работы Эдёна Лехнера (венг. Lechner Ödön alkotásai)                                                     | Город: Будапешт Медье: Пешт                                              | —               | 2008                  | 5366 | i, ii, iii, iv |
| 7  |             | Границы Римской империи — Ripa Pannonica в Венгрии (лат. Limes Romanus)                                 | Медье: Дьёр-Мошон-Шопрон, Комаром-Эстергом, Пешт, Фейер, Тольна, Баранья | I — IV век      | 2009                  | 5452 | ii, iii, iv    |
| 8  |             | Культурный ландшафт Прибалатонской возвышенности                                                        | Медье: Зала, Веспрем                                                     | С IV века       | 2017                  | 6269 | iv, v, vii     |
| 9  |             | Королевские резиденции в Эстергоме и Вишеграде с Королевским лесом на горе Пилиш                        | Медье: Комаром-Эстергом, Пешт                                            | С XI века       | 2017                  | 6267 | vii, viii      |
| 10 |             | Сельские постройки Венгрии                                                                              |                                                                          | XVIII — XX века | 2017                  | 6264 | ii, iii, vi    |
| 11 |             | Деревянные колокольни в регионе Верхней Тисы *Ньирбатор *Кёльче *Вамошатья *Лонья *Журк *Тисачече       | Медье: Сабольч-Сатмар-Берег                                              | XVII — XIX века | 2017                  | 6268 | ii, iii, iv    |